# Turbohřídelový motor

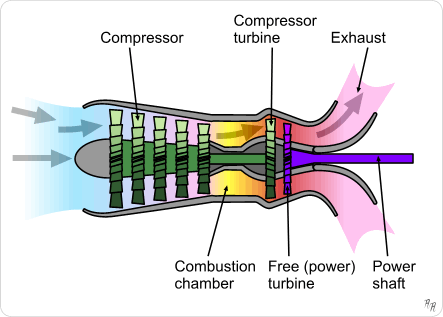
Zjednodušené schéma činnosti turbohřídelového motoru s tzv. volnou turbínou

Turbohřídelový motor pracuje na stejném principu jako motor turbovrtulový – proud plynu vzniklý spalováním paliva pohání turbínu, která následně otáčí hřídelí. Turbohřídelové motory se nejčastěji používají pro pohon vrtulníků a vznášedel.
Hřídel přes reduktor pohání například rotor u vrtulníků. U dvoumotorových vrtulníků bývají motory umístěny vedle sebe tak, že pohánějí jediný reduktor. Také proudové motory se někdy přestavují na turbohřídelové a používají se například pro pohon elektrických generátorů.
První turbohřídelový motor byl postaven francouzskou firmou Turbomeca v roce 1948, tento motor byl později použit pro vrtulník Aérospatiale Alouette II.